# Kokšov-Bakša
Kokšov-Bakša (v minulosti Kokšov, maďarsky Koksóbaksa) je obec na Slovensku v okrese Košice-okolí. V blízkosti obce se nachází spalovna odpadů z Košic. První písemná zmínka o obci pochází z roku 1302. V obci žije přibližně 1 300 obyvatel. Rozloha obce činí 3,57 km². Obec se nachází v nadmořské výšce 190 metrů. V letech 1739 až 1742 zde byla morová epidemie, po níž byla obec zalidněná novým obyvatelstvem. V obci se nachází kostel Neposkvrněného srdce Panny Marie.